# 金洞寺
金洞寺位于中国山西省忻州市忻府区合索乡西呼延村西侧，2006年被列为第六批全国重点文物保护单位。
金洞寺始建于北宋元祐八年（1093年），坐北朝南，占地3551平方米，中轴线上有山门、奶奶殿、文殊殿，西侧有转角殿、僧舍，东侧有普贤殿和三教殿。其中转角殿为北宋原构，文殊殿建于明嘉靖七年（1528年），余为清代所建。转角殿面阔三间（9.53米），进深三间（9.5米），单檐歇山顶，檐下斗栱五铺作重栱单杪双下昂偷心造，转角斗栱五铺作重栱出双杪偷心造。文殊殿面阔进深各三间，单檐悬山顶，内有小片道教壁画。另外寺内还有北宋经幢一座。

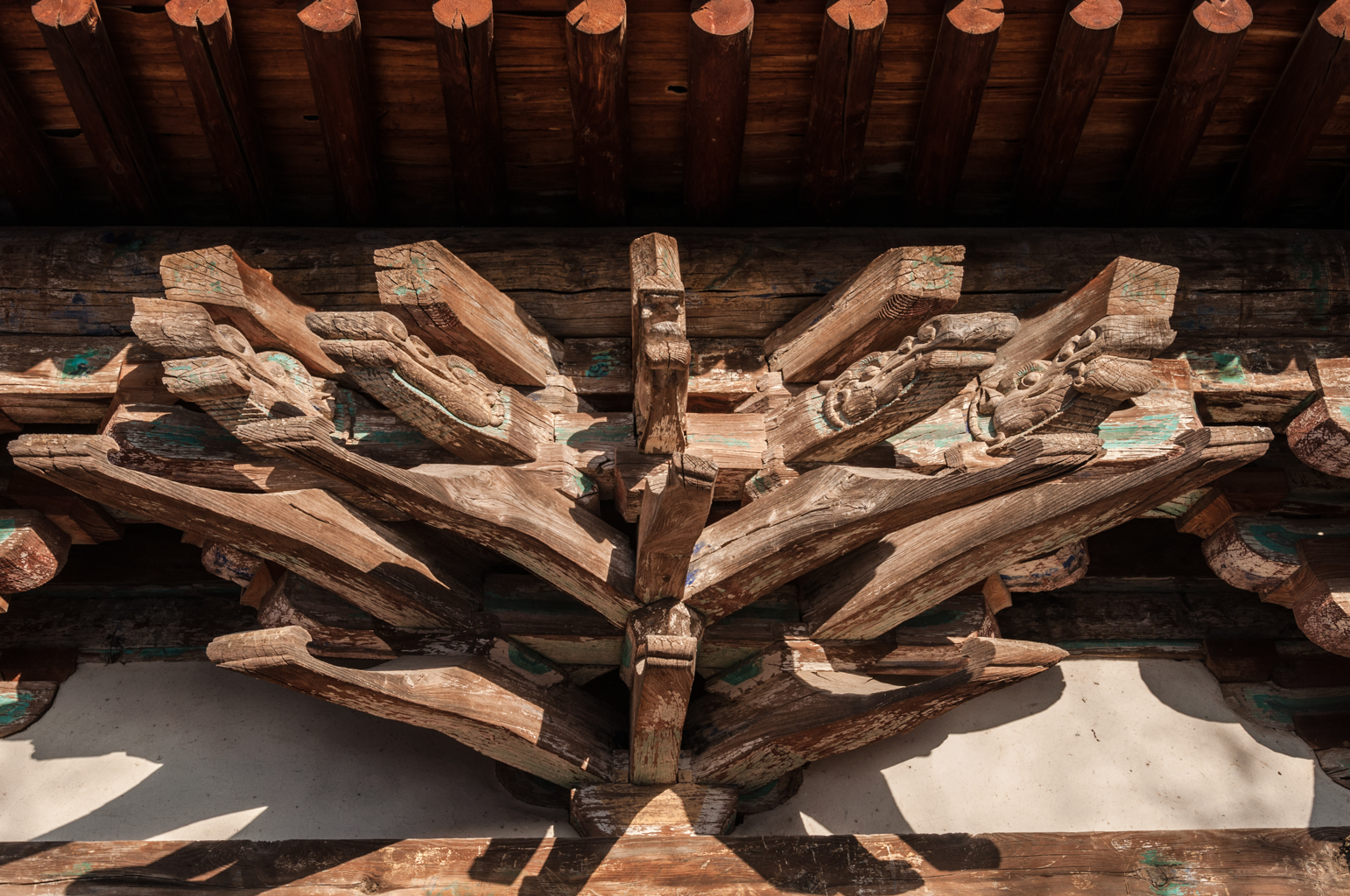
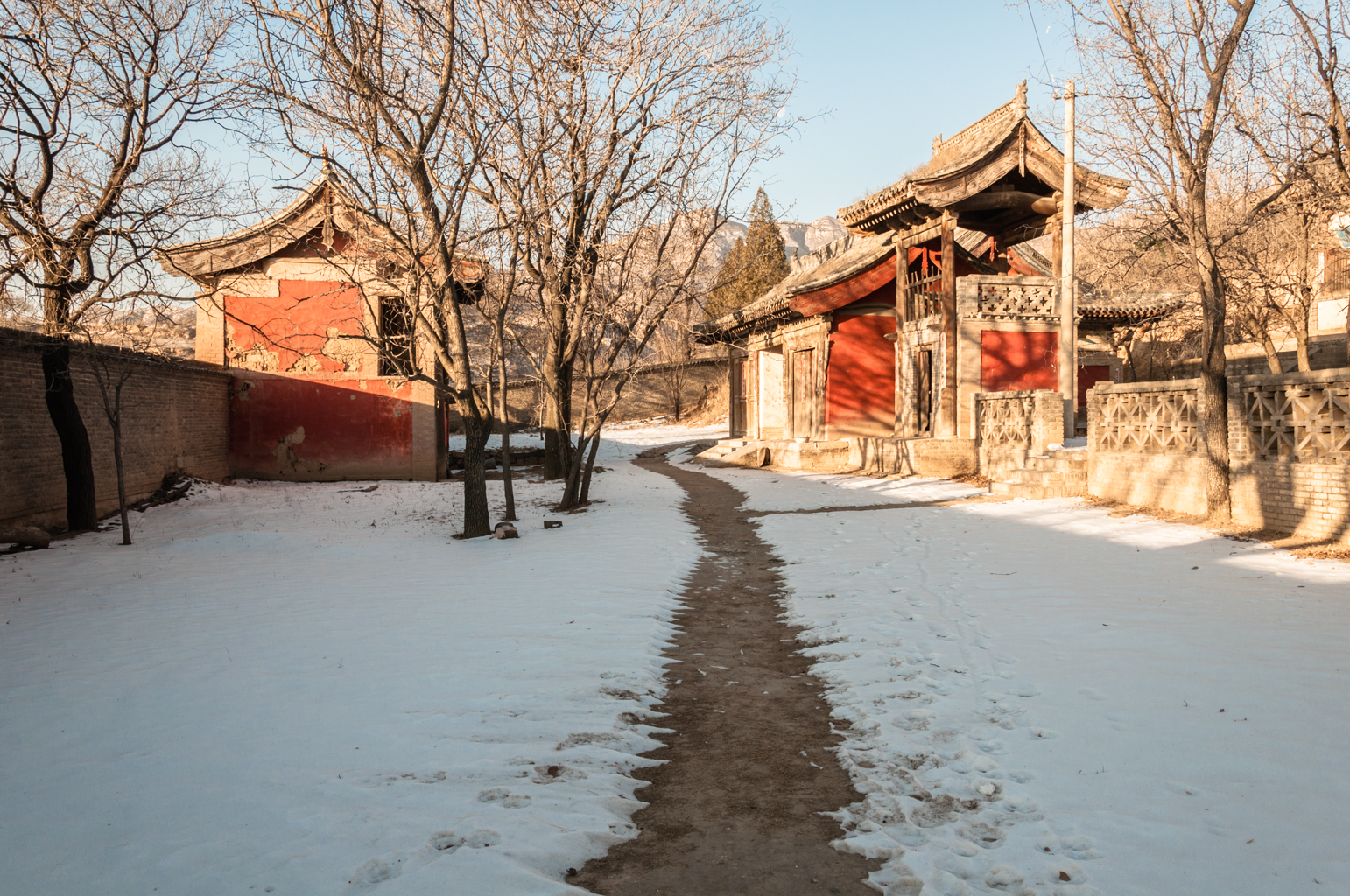
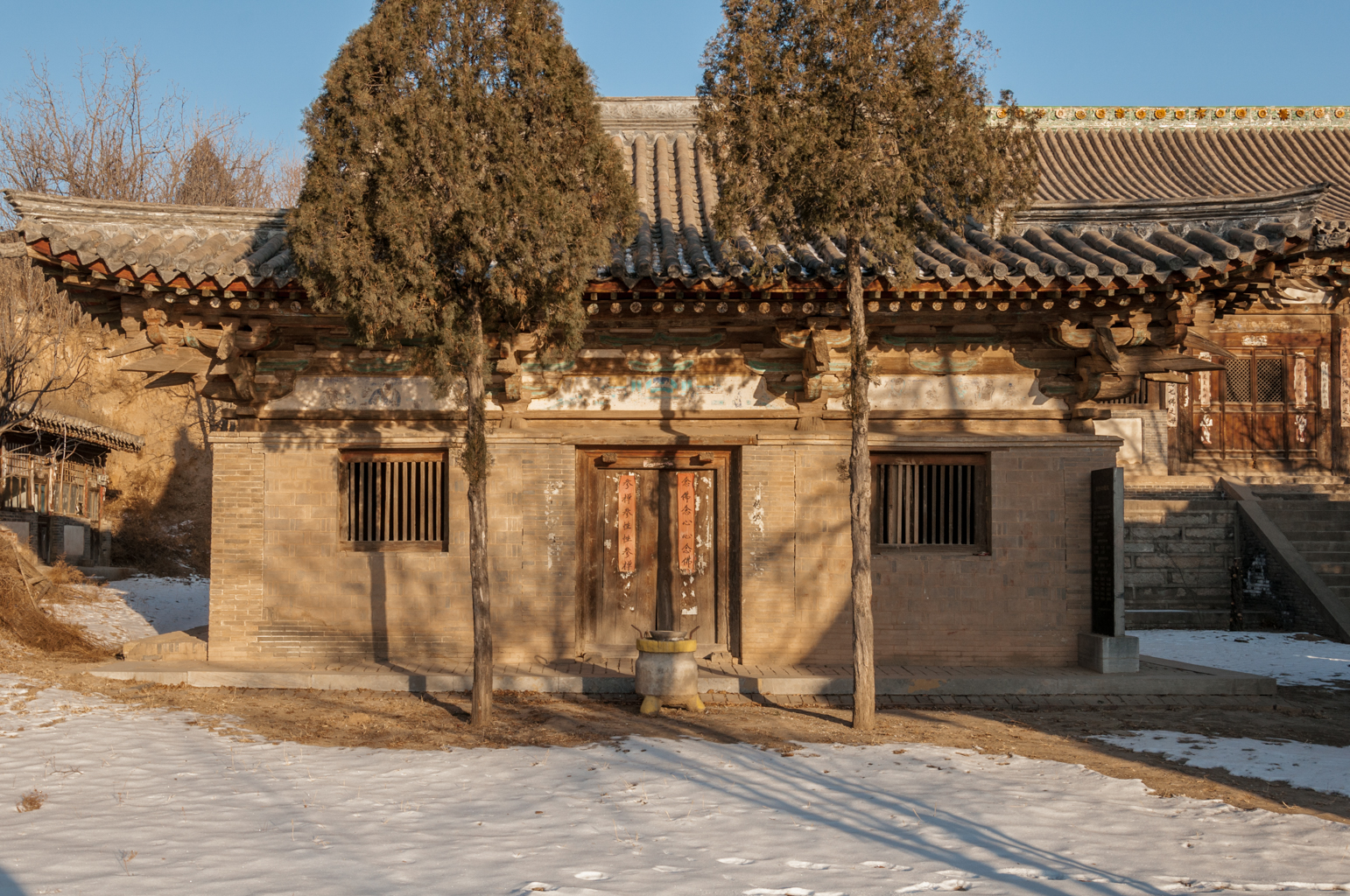